# 漫画レーベル一覧
漫画レーベル一覧（まんがレーベルいちらん）は、漫画レーベルの出版社別一覧である。
ここで「漫画レーベル」とは、漫画作品の単行本を出版している出版社が、各単行本の内容、掲載誌、判型、その他の特徴を基準に単行本を分類し、その分類ごとに付与した名称のことをいう。
例えば芳文社の場合、成年男性向け雑誌に掲載された作品の単行本を「芳文社コミックス」、やおい雑誌に掲載された作品の単行本を「花音コミックス」、4コマ誌に掲載された作品の単行本を「まんがタイムコミックス」、雑誌「まんがタイムきらら」とその増刊に掲載された作品の単行本を「まんがタイムKRコミックス」として分類している。
分類の指標は出版社ごとに異なり、竹書房のように、4コマ漫画も麻雀漫画も成年向け漫画もすべて「バンブーコミックス」として同じレーベルを付与している例もある。
以下、出版社の五十音順に掲げるが、下記の出版社については個別の項目を参照のこと。
- KADOKAWA（アスキー・メディアワークス、エンターブレイン、角川書店、富士見書房、メディアファクトリーの各ブランド） - KADOKAWAの漫画レーベル
- 講談社 - 講談社の漫画レーベル
- 集英社 - 集英社の漫画レーベル
- 小学館 - 小学館の漫画レーベル
- スクウェア・エニックス（旧：エニックス） - スクウェア・エニックスの漫画レーベル

文庫版レーベルについては文庫レーベル一覧#漫画文庫を参照。

## 現在発行している漫画レーベルの出版社別一覧

### あ行
- アース・スターエンターテイメント
  - アース・スターコミックス
- アイエムエー
  - Colorful!　コミックス（発売:日販アイ・ピー・エス）
- アイプロダクション
  - ひめ恋セレクション（発売:祥伝社）
  - ボーイズDuOセレクション（発売:祥伝社）
  - メルトコミックス（発売:祥伝社）
- 茜新社
  - TENMA COMICS
  - TENMA COMICS LO
  - TENMAコミックス 永遠草紙
  - FLOW COMICS
  - EDGE COMIX
- 秋田書店
  - 少年チャンピオン・コミックス
    - 少年チャンピオン・コミックス・エクストラ

  - チャンピオンREDコミックス
  - ヤングチャンピオンコミックス
    - ヤングチャンピオン烈コミックス

  - プリンセス・コミックス
    - プリンセス・コミックスプチ・プリ

  - ボニータ・コミックス
    - ボニータ・コミックスα
    - ボニータ・コミックス・スペシャル

  - MIU恋愛MAX COMICS
    - MIU恋愛MAX COMICS DX

  - ACエレガンス
  - 秋田レディースコミックス（A.L.C.）
    - A.L.C SELECTION
    - A.L.C. DX

  - 秋田コミックスセレクト
  - 秋田トップコミックスWIDE（ATC WIDE）
- 朝日新聞出版
  - ASAHIコミックス
  - HONKOWAコミックス
  - Nemuki+コミックス
  - SONORAMA＋COMICS
- Amazia
  - マンガBANGコミックス（発売:一二三書房）
- アルファポリス
  - アルファポリスコミックス（発売:星雲社）
  - エタニティCOMICS（発売:星雲社）
  - レジーナコミックス（発売:星雲社）
  - アンダルシュCOMICS（発売:星雲社）
- イースト・プレス
  - コミックエッセイの森
  - Splushコミックス
  - Sonyaコミックス
- 一迅社（旧・ スタジオDNA＆ 一賽舎）
  - IDコミックス DNAメディアコミックス（発売:講談社・一迅社）
  - IDコミックス DNAメディアコミックスSPECIAL（発売:講談社・一迅社）
  - IDコミックス ZERO-SUMコミックス（発売:講談社・一迅社）
  - IDコミックス 百合姫コミックス（発売:講談社・一迅社）
  - IDコミックス REXコミックス（発売:講談社・一迅社）
  - IDコミックス 4コマKINGSぱれっとコミックス（発売:講談社・一迅社）
  - IDコミックス gateauコミックス（発売:講談社・一迅社）
  - カラフルハピネス（発売:講談社・一迅社）
  - LOVEBITESコミックス（発売:講談社・一迅社）
- 一水社
  - 光彩コミックス Boys L コミックス
- インテルフィン
  - AmarE comics
  - PriaL Comics
- 潮出版社
  - 希望コミックスカジュアルワイド
- 英和出版社
  - DAISY COMICS（発売:三交社）
- エンジェル出版
  - エンジェルコミックス
- オークラ出版
  - オークラコミックス
  - アクアコミックス
  - enigma COMICS
  - TLみつまめコミックス
- 宙出版
  - ミッシィコミックスYLC Collection
  - ミッシィコミックス YLC DX Collection
- 太田出版
- オーバーラップ
  - ガルドコミックス
  - リキューレコミックス
  - クリエコミックス
  - はちみつコミックエッセイ

### か行
- 海王社
  - GUSHコミックス
  - GUSH mania COMICS
  - &.Emo comics
  - 海王社コミックス
- ガイドワークス
  - GW COMICS
- 笠倉出版社
  - カルトコミックス Love Chucola Selection
  - カルトコミックス equal collection
- KADOKAWA
  - KADOKAWAの漫画レーベルを参照。
- キルタイムコミュニケーション
  - ヴァルキリーコミックス
  - 二次元ドリームコミックス
  - アンリアルコミックス
  - ヤングアンリアルコミックス
  - ブリーゼコミックス
  - ショコラシュクレコミックス
  - スリーズロゼコミックス
  - ブラックチェリーコミックス
- クロエ出版
  - 真激COMICS
- CLAPコミックス
  - Pinkcherie comics（発売:三交社）
  - KiR comics（発売:三交社）
- 幻冬舎コミックス
  - バーズコミックス（発売:幻冬舎）
  - バーズコミックス スペシャル（発売:幻冬舎）
  - バーズコミックス エクストラ（発売:幻冬舎）
  - バーズコミックス デラックス（発売:幻冬舎）
  - バーズコミックス リンクスコレクション（発売:幻冬舎）
  - バーズコミックス ルチルコレクション（発売:幻冬舎）
  - バーズコミックス　ラブキスボーイズコレクション（発売:幻冬舎）
- コアマガジン
  - メガストアコミックス
  - ドラコミックス
  - コアコミックス
- コアミックス
  - ゼノンコミックス
  - ゼノンコミックス　タタン
- 講談社
  - 講談社の漫画レーベルを参照。
- 光文社
  - 光文社コミックス
- 高陵社書店
  - カンパネッラ COMICS
  - Mosh! COMICS
  - NuPu COMICS
- コスミック出版（旧・コスミックインターナショナル）
  - キュンコミックス
- ゴルフダイジェスト社
  - ゴルフダイジェストコミックス

### さ行
- サード・ライン・ネクスト
  - キャンディタフトコミックス（発売:星雲社）
- 三交社
  - ナナイロコミックス
- 三和出版
  - サンワコミックス
- ジーウォーク
  - ムーグコミックス
  - ムーグコミックス ピーチシリーズ
  - ムーグコミックス BFシリーズ
  - ムーグコミックス ラブきゅんシリーズ
  - ムーグコミックス LouisSeries
- ジーオーティー
  - GOTコミックス
  - MeDu COMICS

- girls×garden comics

- - picn comic
- Jパブリッシング(ジュリアンパブリッシング）
  - FK comics
  - G-Lish Comics
  - arca comics
  - コミックジンガイ
  - ピュールコミックス
  - スフレコミックス
- 実業之日本社
  - マンサンコミックス
  - MBコミックス
  - コンペイトウ書房
  - リュエルコミックス
  - ジャルダンコミックス
- ジャイブ
  - ネクストＦコミックス
- 集英社
  - 集英社の漫画レーベルを参照。
- 集英社クリエイティブ（旧・創美社）
  - 集英社の漫画レーベルを参照。
- ジュネット
  - ジュネットコミックス ピアスシリーズ
  - ウォー！コミックス ピアスシリーズ
- シュークリーム
  - from RED comics
- 主婦と生活社
  - PASH! COMICS
- 主婦の友社
  - COMICAWA BOOKS
- 小学館
  - 小学館の漫画レーベルを参照。
- 小学館クリエイティブ
  - donna COMICS
  - エヌ・オー・コミックス(発売:小学館)
- 祥伝社
  - フィールコミックス
  - onBLUEコミックス
- 少年画報社
  - YK（ヤングキング）コミックス
    - YK（ヤングキング）コミック・デラックス

  - ねこぱんちコミックス
  - 思い出食堂コミックス
- 松文館
  - 別冊AV（エースファイブ）コミックス
  - ガールズポップコレクション
- 心交社
  - ショコラコミックス
- 新書館
  - ウィングスコミックス
  - ウンポココミックス
  - ウンポコ エッセイ コミックス
  - ディアプラスコミックス
- 新潮社
  - バンチコミックス
- 彗星社
  - Clair TL comics（発売:星雲社）
  - Glanz BL comics（発売:星雲社）
  - Coco Cheek（発売:星雲社）
  - 夜暇（ナイトマ）（発売:星雲社）
- スクウェア・エニックス
  - スクウェア・エニックスの漫画レーベルを参照。
- スターツ出版
  - Berry's COMICS
  - BF COMICS
  - グラストCOMICS
- 星海社
  - 講談社の漫画レーベルを参照。
- 青泉社
  - LGAコミックス
  - 秋水デジタルコミックス（発行：秋水社）

### た行
- 大誠社
  - Only Lips comics
- 大都社
  - ダイトコミックス
  - ダイトコミックス（発行：秋水社）
- 大洋図書
  - ミリオンコミックス Hime Love Series
  - H&C Comics CRAFTシリーズ
  - H&C Comics iHertZシリーズ
- 宝島社
  - このマンガがすごい！コミックス
- 竹書房
  - 近代麻雀コミックス
    - すくパラセレクション（書籍扱い）
    - バンブーコミックス
    - バンブーコミックス MOMOセレクション
    - バンブーコミックス WINセレクション
    - バンブーコミックス COLORFUL SELECT
    - バンブーコミックス 恋パラコレクション
    - バンブーコミックス 潤恋オトナセレクション
    - バンブーコミックス 麗人セレクション
    - バンブーコミックス 麗人uno!
    - バンブーコミックス Qpaコレクション
    - バンブーコミックスmoment
- 辰巳出版
  - ドンキーコミックス
  - 富士美コミックス
- ティーアイネット
  - MUJINコミックス
- 東京漫画社（有限会社ソフトライン）
  - マーブルコミックス
  - アプレコミックス
- 道玄坂書房
  - MIKE+コミックス（発売:れんが書房新社）
- 冬水社
  - いち＊ラキコミックス
- 徳間書店
  - リュウコミックス
  - Chara（キャラ）コミックス
  - Chara（キャラ）コミックススペシャル
  - アニメージュコミックス
  - アニメージュコミックススペシャル
  - トクマコミックス

### な行
- 日本文芸社
  - ゴラクコミックス
  - ニチブンコミックス
    - ニチブンコミックス MeltyBullet

  - Gコミックス
  - 花恋コミックス

### は行
- 白泉社
  - 花とゆめコミックス
  - 花とゆめコミックススペシャル
  - 花丸コミックス
  - 白泉社レディースコミックス
  - ヤングアニマルコミックス
- ハーパーコリンズ・ジャパン
  - ハーレクインコミックス(旧:HQコミックス)
  - ハーレクインコミックス・キララ
  - ハーレクインコミックス・ダイヤ
  - 乙女ドルチェ・コミックス
  - 夢幻燈コミックス
- ヒーローズ
  - ヒーローズコミックス（発売:小学館クリエイティブ）
- ヒット出版社
  - セラフィンコミックス
- 一二三書房
  - ポルカコミックス
  - ノヴァコミックス
- ファンギルド（株式会社ファンギルド）
  - コミックアウル（発売:日販アイ・ピー・エス）
- 双葉社
  - アクションコミックス
  - アクションコミックス COINSアクションオリジナル
  - アクションコミックス COMIC HIGH'S BRAND
    - アクションコミックス 毒りんごcomic

  - ジュールコミックス
    - ジュールコミックス KoiYui（恋結）

  - マージナルコミックス
  - モンスターコミックス
- 二見書房
  - CHARADE BOOKS COMICS
- ふゅーじょんぷろだくと
  - ポーバックス
  - ポーバックス Beコミックス
  - ポーバックス BABYコミックス
  - ポーバックス OMEGAVERSE PROJECT COMICS
- ブライト出版（旧・風林館）
  - ラブコフレコミックス
  - B.Pilz COMICS
  - TulleComics
- ブラスト出版
  - occupai（オキュパイ）（発売:星雲社）
- プランタン出版
  - Cannaコミックス
- フレックスコミックス
  - メテオCOMICS
  - ポラリスCOMICS
  - フレックスコミックス（発行:BookLive）
- フロンティアワークス
  - ダリアコミックス
  - FWコミックス
  - アリアンローズコミックス
  - リラクトコミックス
  - リラクトコミックス Hugピクシブシリーズ
- 文苑堂
  - バベルコミックス
  - エウロパコミックス
- ぶんか社
  - ぶんか社コミックス
  - ぶんか社コミックス S*girl Selection
  - ぶんか社コミックス S*girl Selection Kindan Lovers
  - ぶんか社コミックス 蜜恋ティアラシリーズ
  - ぶんか社コミックス ホラーMシリーズ
  - BKコミックス
  - BKコミックスf
- 文藝春秋
  - 文春時代コミックス
- 芳文社
  - 芳文社コミックス
  - まんがタイムコミックス
  - まんがタイムKRコミックス
    - まんがタイムKRコミックス フォワードシリーズ

  - FUZコミックス
  - まんがタイムマイパルコミックス
  - 花音コミックス
- ホーム社
  - 集英社の漫画レーベルを参照。
- ホビージャパン
  - HJコミックス(ホビージャパンコミックス)

### ま行
- マイウェイ出版
  - マイウェイコミックス
- マイクロマガジン社
  - ライドコミックス
  - コミックELMO
- マッグガーデン
  - BLADEコミックス
  - BLADEコミックス pixivシリーズ
  - マッグガーデンコミック　avarusシリーズ
  - マッグガーデンコミック　Beat’sシリーズ
  - マッグガーデンコミックスEDENシリーズ
- まんだらけ
  - LAZA COMICS
- MUGENUP
  - エクレアcomic（発売:星雲社）
- メディアソフト
  - Charles Comics（発売:三交社）
  - Comic Piatto（発売:三交社）
- メディアックス
  - MDコミックスNEO
- メディエイション（アールビバン）
  - E☆2コミックス
- モバイルメディアリサーチ（株式会社ファンギルド）
  - caramelコミックス（発売:日販アイ・ピー・エス）
  - ラブきゅんcomic（発売:日販アイ・ピー・エス）

### や・ら・わ行
- LINE Digital Frontier
  - LINEコミックス（発売:日販アイ・ピー・エス）
- 楽楽出版
  - RK COMICS
  - RK COMICS CYBERIA SERIES
- リイド社
  - SPコミックス
  - torch comics
  - LEED Cafe comics
- リブレ
  - ビーボーイコミックス
  - ビーボーイコミックスデラックス
  - スーパービーボーイコミックス
  - シトロンコミックス
  - クロフネコミックス
  - クロフネDELUXE
  - クロフネCOMICS くろふねピクシブシリーズ
  - ゆるよんコミックス
- ワニブックス
  - GUMコミックス
  - GUMコミックスプラス
- ワニマガジン社
  - ワニマガジンコミックス
  - ワニマガジンコミックススペシャル

## 休刊・新規発行終了した漫画レーベルの出版社別一覧

### あ行
- 茜新社
  - アカネコミックス
  - にんじんコミックス
  - TENMAコミックスJ
  - TENMA COMICS JC
  - TENMAコミックスRIN
  - TENMA COMICS G4M
  - TENMA COMICS 高
  - TENMAコミックスEX
  - TENMA COMICS  好色少年
- 秋田書店
  - サンデーコミックス
  - 秋田コミックスワイド チャンピオン（ACW champion）※書籍扱い
  - チャンピオンジャックコミックス
  - GRANDチャンピオンコミックス
    - GRANDチャンピオンコミックススペシャル

  - プレイコミック・シリーズ
  - ひとみコミックス
  - きらら16コミックス
  - ホラーコミックス
    - ホラーコミックススペシャル
- 朝日新聞社・朝日新聞出版 → 朝日新聞出版を参照
- 朝日ソノラマ → 朝日新聞社も参照
  - Izumi Takemoto dashinaoshi
  - サンコミックス
  - サンワイドコミックス
  - ハロウィンコミックス
  - ハロウィン少女コミック館
- アスキー → エンターブレインも参照
  - アスキーコミックス
- アスキー・メディアワークス（旧・メディアワークス）
  - KADOKAWAの漫画レーベルを参照。
- アスペクト
  - アスペクトコミックス
- あまとりあ社
  - あまとりあコミックス
- イースト・プレス
  - CUEコミックス
  - まんがで読破
- 一迅社（旧・ スタジオDNA＆ 一賽舎）
  - IDコミックス DNAメディアコミックスSPECIAL
- 壱番館書房
  - ファーストコミック
- 一水社
  - いずみコミックス
- 潮出版社
  - 希望コミックス
- 英知出版
  - ECコミックス
- エニックス
  - スクウェア・エニックスの漫画レーベルを参照。
- NHK出版
  - NHK出版コミックス
- エンターブレイン
  - KADOKAWAの漫画レーベルを参照。
- 旺文社
  - コミック・エイジ
- オークス
  - 夢雅コミックス
  - 華陵コミックス
  - OPTiC COMICS
  - OKS COMIX
  - XOコミックス
  - 天狗コミックス
- オークラ出版
  - OAK COMIX
  - アイスコミックス
- 桜桃書房
  - ガストコミックス
  - EXコミックス
- 宙出版
  - ミッシィコミックス
  - ミッシィコミックスDX
  - ミッシィコミックスEX
  - ミッシィコミックスMSL
  - ミッシィコミックス　恋愛白書パステル
  - ミッシィコミックス　ツインハートコミックス
  - ミッシィコミックス Happy Wedding Comics
  - ハーレクインコミックス→エメラルドコミックス ロマンスコミックス→エメラルドコミックス ハーモニィコミックス
  - mellow mellow コミックス
  - ミッシィコミックスNextcomicsF
  - Next comics（書籍扱い）
  - ミッシィコミックス　コスモコミックス
  - エメラルドコミックス
    - エメラルドコミックス ハーモニィコミックス
- 太田出版
  - 太田コミックス
  - F×COMICS
- オーバーラップ
  - OVERLAP COMICS

### か行
- 海王社
  - 海王社コミックス COMIC WINKLE SERIES
- 学習研究社（学研パブリッシング、学研プラス）
  - ノーラコミックスCAINシリーズ
  - GSガイズ
  - コースコミックス
  - ノーラコミックスDX
  - スーパーノーラコミックス
  - 歴史群像コミックス
  - ノーラコミックス
  - ピチコミックス
- 笠倉出版社
  - カルトコミックス sweetセレクション
  - カルトコミックス X-kidsセレクション
- 角川書店
  - KADOKAWAの漫画レーベルを参照。
- 河出書房新社
  - カワデ・パーソナル・コミックス
  - 九龍コミックス
- 奇想天外社
  - 奇想天外コミックス
- キルタイムコミュニケーション
  - KTコミックス
  - KTCワイドコミックス
  - スプレッドコミックス
  - デルタコミックス
- 近代映画社
  - KEコミックス
- 久保書店
  - ワールドコミックスSPECIAL
  - ワールドコミックスMAX
  - ワールドコミックスWONDA
- 幻冬舎コミックス
  - バーズコミックス ガールズコレクション（発売:幻冬舎）
  - バーズコミックス ギガ（発売:幻冬舎）
- コアマガジン
  - ホットミルクコミックス
  - ハイパーホットミルクコミックス
  - ホットミルクコミックスEX
- コアミックス
  - ゼノンセレクション
- 小池書院
  - 劇画キングシリーズ
  - キングシリーズ 漫画スーパーワイド
  - キングシリーズ 刃コミックス
  - キングシリーズ KSポケッツ
- 光彩書房
  - 光彩コミックスピンキーティーンズ
- 廣済堂
  - 廣済堂コミックス
  - 廣済堂コミックパック
- 講談社
  - 講談社の漫画レーベル#廃止レーベルを参照。
- 光文社
  - カッパコミックス
  - 少年王コミックス
  - VALコミックス
  - kobunsha BLコミックシリーズ
- コミック社
  - コミック1000

### さ行
- Cygames
  - サイコミ（発売:講談社）
- サンケイ出版（現扶桑社）
  - サンケイコミックス
- 三和出版
  - サンワコミックス D－コレクション
- ジェーシー出版
  - JCコミックス
- ジーオーティー
  - マグナムコミック
  - キャノプリCOMICS
- シーラボ
  - ラルーナコミックス（発売:星雲社）
- ZITTO→リブレ
  - セ・キララコミックス（発売:星雲社）
- 実業之日本社
  - ホリデー・コミックス
- 嶋中書店
  - アイランド・コミックス
- ジャイブ
  - CR COMICS
  - ピュアフルコミックス
- 集英社
  - 集英社の漫画レーベル#廃止レーベルを参照。
- 主婦と生活社
  - SJコミックス
  - GIGAコミックス
  - ミッシィコミックス　※宙出版へ移行
  - エメラルドコミックス　※宙出版へ移行
- 主婦の友社
  - COMICAWA BOOKS
- シュベール出版
  - シュベールコミックス
  - 零式コミックス
  - 零式コミックスCOMPACT
- 小学館
  - 小学館の漫画レーベルを参照。
- 小学館クリエイティブ
  - エッジスタコミックス
  - Creative Comics
  - アイプロセレクション
- 祥伝社
  - NON COMIC（ノン・コミック）
- 少年画報社
  - キングコミックス
  - ヒットコミックス
  - YC（ヤングコミック）コミックス
  - ゴルフアスリートコミックス
  - わんぱんちコミックス
  - TSコミックス
- 松文館
  - 別冊AV（エースファイブ）コミックス ダイナコミックス
  - パインコミックス
  - 姫盗人コミックス
  - ダイヤモンドコミックス
  - シガレットコミックス
  - 無頼コミックス
- 新書館
  - ペーパームーンコミックス
- 新声社
  - ゲーメストコミックス
- 彗星社
  - COMIC維新（発売:星雲社）
  - COMIC維新bleu（発売:星雲社）
- スクウェア・エニックス
  - スクウェア・エニックスの漫画レーベルを参照。
- スコラ → 幻冬舎コミックスも参照
  - スコラSC
  - スコラSCスペシャル
  - スコラSCデラックス
  - バーガーSC
- 世界文化社
  - クイズコミックス
  - ロマンコミックス
  - アリババコミックス
- ソニー・マガジンズ → 幻冬舎コミックスも参照
  - BIRZコミックス
  - きみとぼくコミックス
  - ソニーマガジンズコミックス
- ソフトバンククリエイティブ
  - SB comics
  - コミデジ+コミックス
  - アルカナコミックス
  - マイロマンスコミックス
- 蒼竜社
  - プラザコミックス

### た行
- 大都社
  - ハードコミックス
  - スターコミックス
  - STコミックス
- 大洋図書
  - MCコミックス
  - ポプリコミックス
  - ミリオンコミックス
- 宝島社
  - 宝島コミックス
  - CUTiEコミックス
- 竹書房
  - バンブーコミックス DOKI SELECT
  - バンブーコミックス DOKISPECIAL SELECT
  - バンブーコミックス NAMAIKI SELECT
  - バンブーコミックス VITAMAN SELECT
- 辰巳出版
  - タツミコミックス
  - アイドルコミックス
  - ネオコミックス
- 中央公論社
  - 中公コミックスーリ
- 司書房
  - ツカサコミックス
- デジマ
  - ガンボ・コミックス
- 桃園書房
  - トーエンコミックス
  - ガストコミックス
  - EXコミックス
- 東京三世社
  - DOコミックス
  - BELLEコミックススペシャル
  - LEコミックス（ル・コミックス）
- 道玄坂書房
  - グルッポコミックス
- 徳間書店
  - 少年キャプテンコミックス
  - 少年キャプテンコミックススペシャル
  - タウンコミックス
  - トクマフェイバリットコミックス
  - ジブリコミックス

### な行
- 日本出版社
  - アップルコミックス
  - にゃん・コミ
- 日本文芸社
  - ゴラクコミックス

### は行
- ハーパーコリンズ・ジャパン
  - ハーレクインコミックスdarling!
- 白泉社
  - ジェッツコミックス
- ぱる出版
  - ぱるコミックス
- Bbmfマガジン
  - GAコミックス
  - YA!コミックス
- ヒット出版社
  - ヒットレディースコミック
- ビブロス→ リブレ出版も参照
  - カラフルコミックス
  - カラフルコミックスキッズ
  - ビブロスコミックス
  - BE×BOY COMICS
  - ZERO COMICS
  - MEGUコミックス
- 白夜書房
  - 白夜コミックス
  - エキサイトコミックス
- FOX出版
  - FOXコミックス
  - BELLコミックス
  - コミホリコミックス
  - スーパービーボーイコミックス
- フェアベル
  - フェアベルコミックス フレイヤ
  - フェアベルコミックス ピーチピンク
- 富士見書房
  - KADOKAWAの漫画レーベルを参照。
- 扶桑社
  - SPA!コミックス
- 双葉社
  - アクションコミックス もえよん
  - パワァコミックス
  - ヤングジュールコミックス
  - アクションコミックス COMIC SEED!
  - アクションコミックス Teens Loveシリーズ
  - ジュールコミックス COMIC魔法のiらんどシリーズ
- 二見書房
  - スズランコミックス
  - スズランコミックスα
- ブライト出版（旧・風林館）
  - F-Book Selection
- フランス書院
  - フランス書院コミック文庫
  - Xコミックス
  - Zコミックス
- フレックスコミックス
  - フレックスコミックス（発売:ソフトバンククリエイティブ）
  - フレックスコミックス フレア
- フロンティアワークス
  - miel TL comics
- フロム出版
  - LEコミックス
  - BELLEコミックス
- 文苑堂
  - エウロパコミックス
- ぶんか社
  - 文華コミックス
- 文藝春秋
  - 文春コミックス
  - ビンゴコミックス
- 平和出版
  - PEACEコミックス
  - ハートフルコミックス
- ぺんぎん書房
  - SEED!コミックス
- 芳文社
  - 芳文社マイパルコミックス
  - 花音コミックスミニ
  - 花音コミックス CitaCitaシリーズ
- ポプラ社
  - ブンブンコミックス
  - ブンブンコミックスNEXT

### ま行
- マイクロマガジン社
  - マイクロマガジンコミックス
- マガジンハウス
  - MAG COMICS
- マガジン・マガジン（旧・サン出版）→ ジュネットに再分社化。
  - ジョイコミックス
  - JUNEコミックス
  - JUNEコミックス B-men'sコミックス
  - ウォー！コミックス
  - ウォー!コミックス ピアスシリーズ
- マックス
  - ポプリコミックス
- 丸善
  - 丸善コミックス
- まんだらけ
  - Live comics
- 虫プロ商事
  - 虫コミックス
- 雄出版
  - オレンジコミックス
- メディアソフト
  - Philippe Comics（発売:三交社）
- メディアックス
  - MDコミックス
- メディエイション（アールビバン）
  - Hugコミックス
- メディアファクトリー
  - KADOKAWAの漫画レーベルを参照。

### や・ら・わ行
- ラポート
  - ラポートコミックス
- リイド社
  - ファングコミックス
- リブレ
  - ゼロコミックス
- 若生出版
  - ワコーコミックス
- ワニブックス
  - アーリーコミックス
- ワニマガジン社
  - Cuteコミックス